# تغمن‌لی (کاهتا)
تغمن‌لی {{ترکی|Teğmenli) (به کردی: Kergürak) یک منطقهٔ مسکونی کردنشین در ترکیه است که در کاهتا واقع شده‌است.